# نشست عمومی

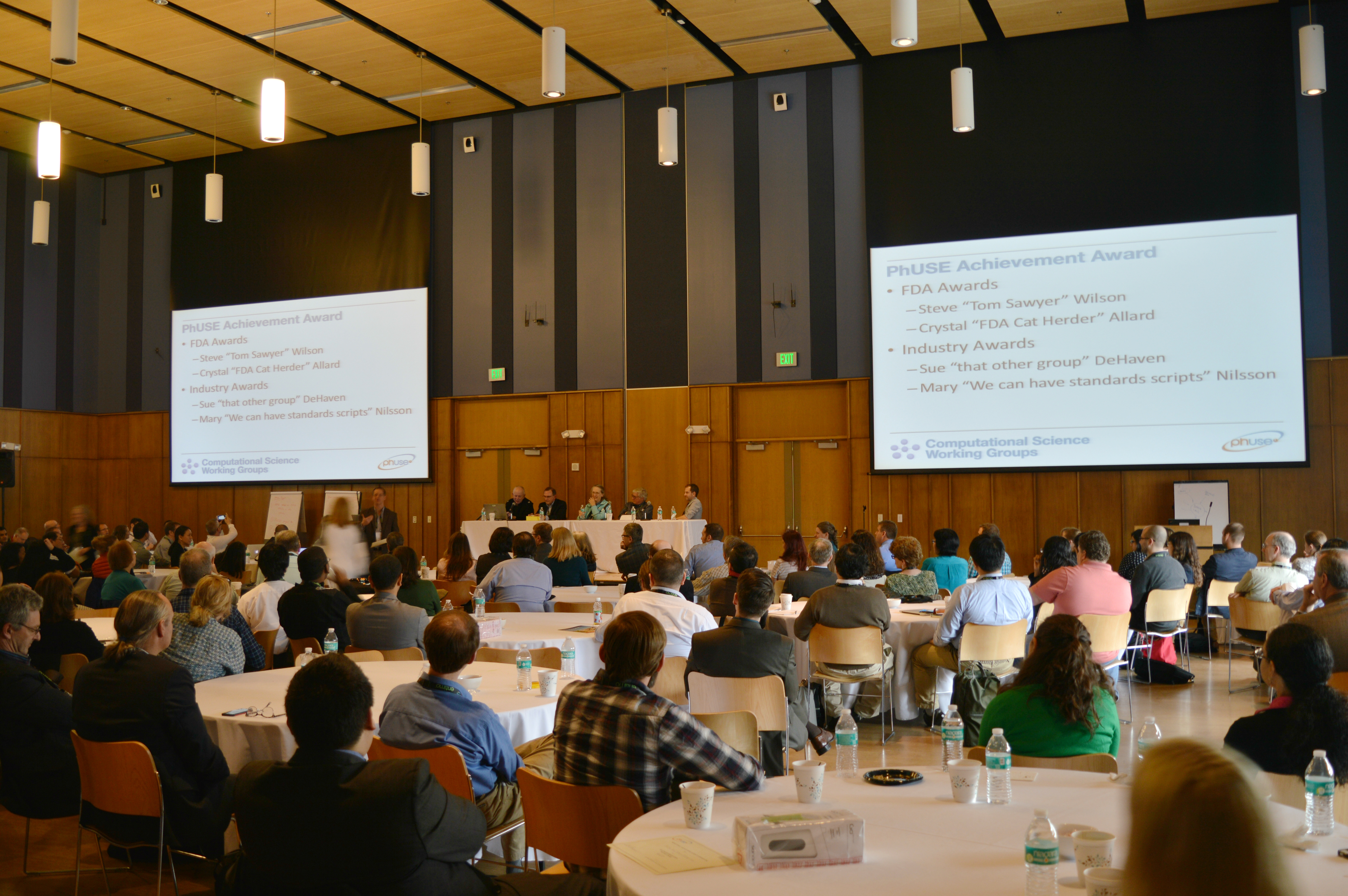
در کنفرانس‌ها از همه اعضا انتظار می‌رود در نشست عمومی شرکت داشته باشند.

نشست عمومی، جلسه عمومی یا مجمع عمومی جلسه یا کنفرانسی است که تمام اعضای همه احزاب در آن شرکت می‌کنند. چنین جلسه‌ای ممکن است شامل طیف گسترده‌ای از مطالب، از سخنرانی‌های اصلی تا بحث‌های میزگرد باشد، و لزوماً به سبک خاصی از ارائه یا روند مشورت مربوط نمی‌شود.
این اصطلاح در پیشه آموزگاری برای توصیف جلسه جمع‌بندی اطلاعات به کار رفته‌است. نشست عمومی اغلب مشارکت بین طبقاتی را تشویق می‌کند. 
کنگره وین نمونه‌ای از کنگره‌ها است که جلسات عمومی نداشت. هنگامی که اعضا در یک نشست همگانی به‌طور کامل شرکت نکنند، برای ادامه روند (طبق منشور، اساسنامه یا آیین‌نامه گروه) باید حد نصاب - حداقل تعداد اعضای مورد نیاز - حضور داشته باشند. بعضی از سازمان‌ها کمیته‌های دائمی دارند که کار سازمان را بین کنگره‌ها، کنفرانس‌ها یا جلسات دیگر انجام می‌دهند. چنین کمیته‌هایی ممکن است خودشان دارای قوانین جداگانه حد نصاب و تشکیل جلسات عمومی باشند.